# Gerhard Enger
Gerhard Enger (* 22. November 1915 in Schönebeck (Elbe); † unbekannt) war ein deutscher Politiker (NDPD). Er war Bürgermeister von Quedlinburg und stellvertretender Vorsitzender des Rates des Bezirkes Halle.

## Leben
Enger erlernte den Beruf des kaufmännischen Angestellten und war anschließend in diesem Beruf tätig. Im Zweiten Weltkrieg leistete er als Panzerjäger Kriegsdienst in der Wehrmacht. Er geriet in sowjetische Kriegsgefangenschaft. 
Nach seiner Rückkehr aus der Gefangenschaft 1948 gehörte Enger zu den Mitbegründern der National-Demokratischen Partei Deutschlands (NDPD) in Schönebeck und wurde Erster Vorsitzender ihres Kreisverbandes Schönebeck. 1950 war Enger Kreisrat in Schönebeck, 1951 wurde er Bürgermeister von Quedlinburg und Erster Vorsitzender des Kreisverbandes Quedlinburg der NDPD. Von 1952 bis 1963 fungierte er als stellvertretender Vorsitzender des Rates des Bezirkes Halle. Ab 1958 war er stellvertretender Vorsitzender des Bezirksverbandes Halle der NDPD sowie Abgeordneter des dortigen Bezirkstages. Enger arbeitete zuletzt als Fachgebietsleiter der HO-Bezirksdirektion Halle.

## Auszeichnungen
- Ehrenzeichen der NDPD (1958)
- Verdienstmedaille der DDR (1960)
- Vaterländischer Verdienstorden in Bronze (1975)